# پیجردیوتی
پیجردیوتی (انگلیسی: PagerDuty) شرکت فناوری اطلاعات آمریکایی است، که در سال ۲۰۰۹ تأسیس شد.